# Дробная динамика
Дро́бная дина́мика — область исследований в физике, механике, математике и экономике, изучающая поведение систем и объектов, для описания которых используются методы интегрирования и дифференцирования дробных порядков, методы дробного математического анализа. Дробные производные и интегралы применяются для описания объектов, процессов и систем, характеризующихся свойствами степенной нелокальности, степенной памяти (эредитарности), и фрактальностью.